# サガンウェイ号

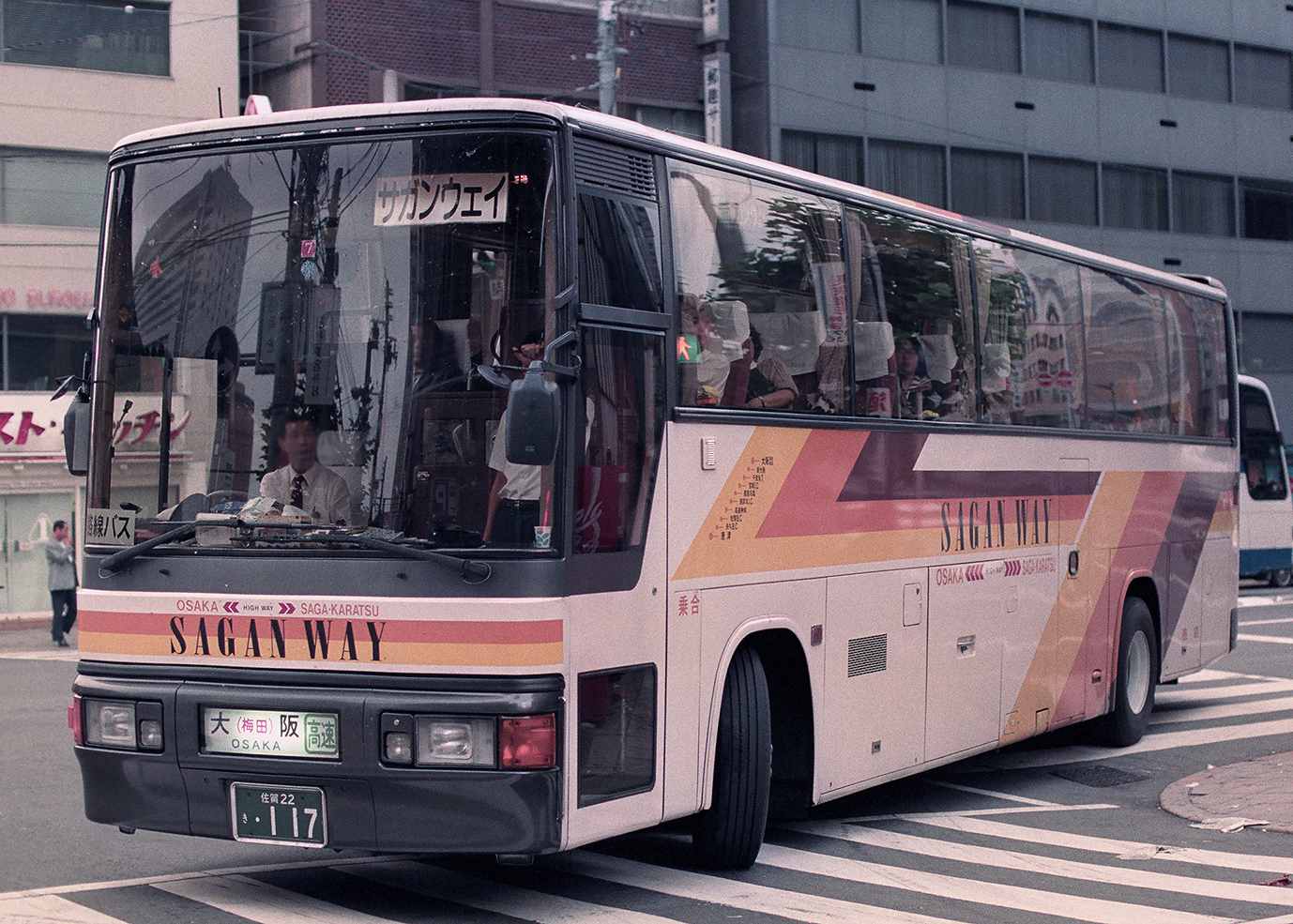
西日本鉄道 「サガンウェイ号」（1991年）

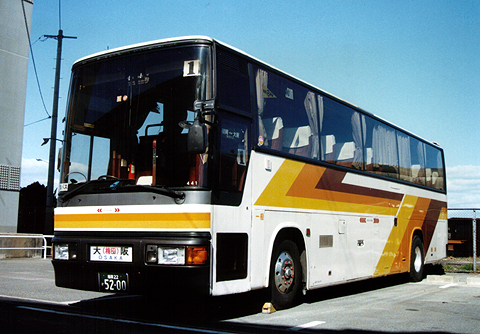
西日本鉄道 元「サガンウェイ号」専用車両

サガンウェイ号（サガンウェイごう）とは、かつて大阪府大阪市と佐賀県唐津市を結んで運行されていた夜行高速バスである。

## 路線概説
初めて佐賀県発着となる夜行高速バス路線である。昭和自動車・阪急バスの起終点2社に加えて、西日本鉄道も参入しているが、これは西鉄バスに佐賀営業所（現：西鉄バス佐賀）があるからである。
路線開設時には観光キャンペーンが行なわれていたこともあり、2台で運行される日も多く、順調なスタートのように見えたが、次第に乗客は減少し、常時1台運行となり、それでも満席になることは少なくなってきた。
1990年11月には、中国自動車道を走行中の昭和自動車便で車両火災事故が発生、的確な避難誘導により死傷者はなかったものの、大きく燃え上がるバスの写真が報道され、路線イメージの低下に拍車をかける形となってしまった。また、この事故が発生したのは秋の連休中である上、唐津市では「唐津くんち」が行なわれている時期であるにもかかわらず、1台運行で乗客が20名程度しかいなかったことも明らかになってしまい、バスファンの間でも「サガンウェイ号」の不調ぶりが話題に上るようになってしまった。
結局、乗客が増加することはなく、1993年に運行を廃止することになった。

## 歴史
- 1989年8月10日 - 運行開始。
- 1990年11月3日 - 大阪発唐津行きの昭和自動車担当便のエンジンルームから発火・炎上、バスが全焼するという事故が発生する。この事故を機に、夜行高速バスにはエンジンルームから出火した場合に自動的に消火剤を撒いて消火する装置を装備することが義務付けられた。
- 1993年8月31日 - 運行休止。
- 1994年9月1日 - 阪急バス側で路線廃止。

### 運行会社
- 阪急バス
- 昭和自動車
- 西日本鉄道

### 経路
大阪梅田 - 新大阪駅 - 千里ニュータウン - 宝塚インター - 西宮名塩 - 西宮北インター - （中国自動車道） - （九州自動車道） - （長崎自動車道） - 高速神埼 - 佐賀駅バスセンター - 多久バスセンター - 唐津バスセンター（唐津大手口バスセンター） - 唐津シーサイドホテル前

## 使用車両
西鉄・阪急バスはムーンライト号と同一仕様の三菱ふそうスーパーハイデッカー（西日本車体製SD型）を使用していた。西鉄は佐賀から唐津まで車両を回送していた。
昭和自動車は運行開始当初はいすゞ・スーパークルーザー（富士重工車体）を使用していたが、前述の炎上事故で1両を失い、代替車として三菱エアロクィーンMを導入している。
いずれの車両も、廃止後は他路線に転用された。

## 特記事項
- 愛称は「佐賀への道」をもじってつけられたもので、フランソワーズ・サガンとの関連は全くない。サガン鳥栖と同様の命名である。
- 2004年11月に横浜～広島線「メイプルハーバー」で当路線と同じような車両火災事故が発生したが、この事故の教訓が生かされたため、的確な避難誘導を行い死傷者は出なかった。
- 本路線廃止以降、大阪地区と佐賀県内とを結ぶ路線は消滅したが、2021年12月18日よりWILLER EXPRESSが祐徳自動車とタイアップしてWBT大阪梅田・USJ - 福岡・佐賀線として運行開始した事により、28年ぶりに大阪地区と佐賀県内間を結ぶ夜行高速バスが復活した形となった。